# San Marino ai Giochi paralimpici
Lo stato di San Marino è presente ai Giochi paralimpici estivi dall'edizione che si tenne nel 2012 a Londra con l'unico atleta Christian Bernardi.

## Medagliere

### Giochi paralimpici estivi
| Giochi      | Oro | Argento | Bronzo | Totale | Pos. |
| ----------- | --- | ------- | ------ | ------ | ---- |
| 2012 Londra | 0   | 0       | 0      | 0      | -    |
| Totale      | 0   | 0       | 0      | 0      | 0    |

## Plurivincitori
Segue l'elenco ufficiale del Comitato Paralimpico Internazionale.
| # | Atleta             | Oro | Argento | Bronzo |
| - | ------------------ | --- | ------- | ------ |
| 1 | Christian Bernardi | 0   | 0       | 0      |